# Калининградский областной драматический театр
«Калинингра́дский областно́й драмати́ческий теа́тр» — государственный драматический театр Калининградской области Российской Федерации, основанный в 1947 году в Калининграде.
Полное официальное наименование театра — «Государственное автономное учреждение Калининградской области „Калининградский областной драматический театр“», сокращённое наименование — «ГАУ КО „Калининградский областной драматический театр“».

## История театра

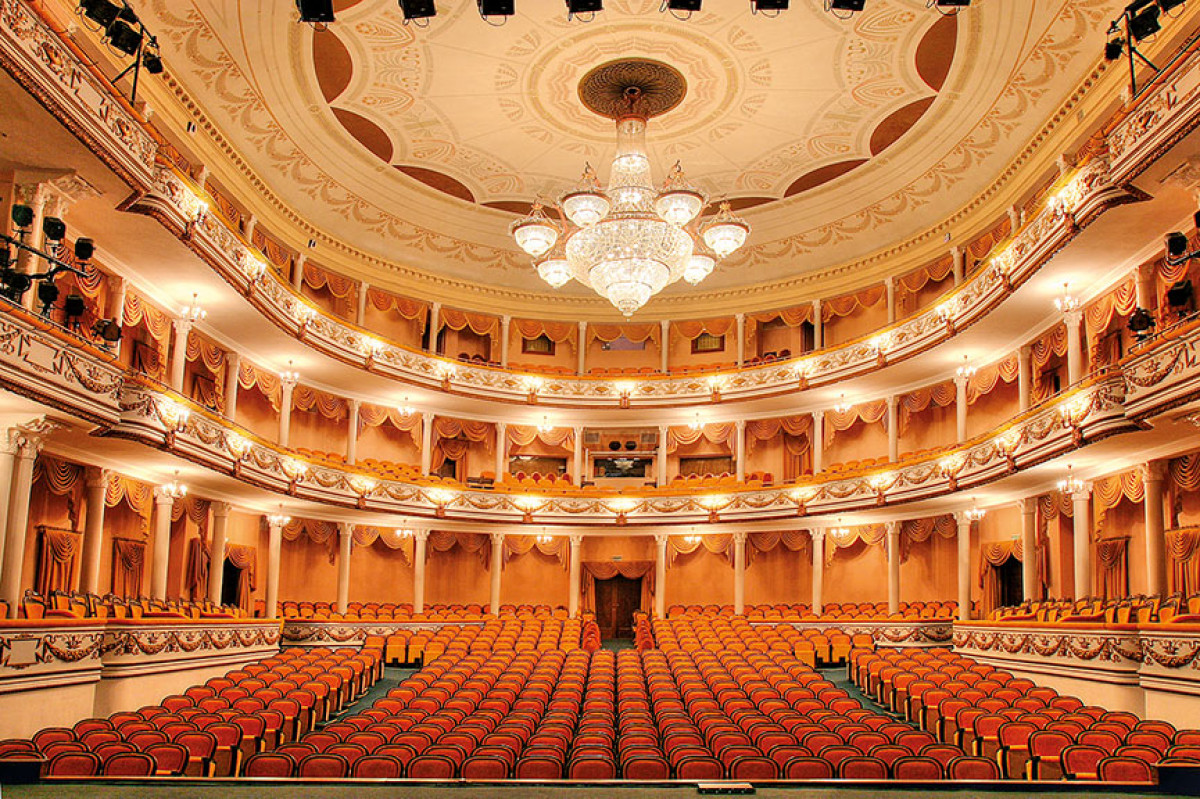
Зал Калининградского драматического театра

В разрушенном войной городе свой первый сезон Калининградский областной драматический театр открыл 5 ноября (6 ноября) 1947 года спектаклем «Парень из нашего города» по пьесе Константина Симонова в постановке режиссёра А. И. Котлярова.
В 1955—1959 годах театр возглавлял известный впоследствии театральный режиссёр Зиновий Корогодский. Его постановка «Вилла „Эдит“» по одноимённой пьесе Марка Баринова с 1958 по 1968 годы непрерывно шла на сцене театра. Несмотря на критику (так, в статье газеты «Калининградская правда» от 26 мая 1958 года постановка была подвергнута разгромной критике), спектакль пользовался огромной популярностью. Заметными событиями в художественной жизни Калининградской области стали также его постановки «Гостиница „Астория“» по одноимённой пьесе Александра Штейна и «В добрый час!» Виктора Розова.
Зрительское признание получили также спектакли «На всякого мудреца довольно простоты» и «На бойком месте» А. Островского, «Ричард Третий» В.Шекспира, «Слуга двух господ» К. Гольдони, «Mамаша Кураж и её дети» Б. Брехта в постановке Владимира Латышева, ученика Г. А. Товстоногова.
Театр является участником фестивалей «Прибалтийская театральная весна» (1987—1991), «Эльблонская театральная весна» (1987), «Голоса истории» в Вологде (1991), «Русская комедия» в Ростове-на-Дону (1994), Московского международного фестиваля им. А. П. Чехова (1998), «Радуга» в Санкт-Петербурге (2003), «Прибалтийский музыкальный фестиваль» в Клайпеде (2003).

### Труппа театра прошлых лет
Первая труппа театра состояла в основном из выпускников ГИТИСа (класс И. М. Раевского).
В театре в разное время работали:
- Миропольская, Агафоника Васильевна (с 1957 года), народная артистка РСФСР.
- Иванова-Головко, Кира Николаевна (1954—1957), народная артистка РСФСР.
- Конопчук, Павлина Васильевна (1962—1963)
- Н. М. Андриевская
- Корогодский, Зиновий Яковлевич (главный режиссёр театра)
- В. К. Данилов
- В. В. Тан
- М. Д. Рахманов (режиссёр театра)
- Матеулин, Тахир Мусеевич (1960—2005), народный артист России.
- Петеров, Николай Владимирович (с 1972 года), народный артист России.
- Чернов, Сергей Владимирович (1993-2023), заслуженный артист России.

### Выдающиеся постановки прошлых лет
- 1947 — «Парень из нашего города» Константина Симонова
- 1952 — «Любовь Яровая» Тренёва
- 1953 — «Васса Железнова» М. Горький
- 1953 — «Огненный мост» Ромашова
- 1954 — «Мария Стюарт» Шиллера
- 1956 — «Баня» Маяковского
- 1958 — «Вишнёвый сад» А. П. Чехова
- 1959 — «Маскарад» Лермонтова
- 1960 — «Дали неоглядные» Вирты
- 1964 — «На всякого мудреца довольно простоты» А. Н. Островского
- 1964 — «Ричард III» Шекспира
- 1966 — «Чайка» А. П. Чехова
- 1967 — «Мамаша Кураж и её дети» Брехта
- 1967 — «Варвары» М. Горького
- 1970 — «Оптимистическая трагедия» Вс. Вишневского
- 2002 — «Чайка» А. П. Чехова (возобновлён с новым составом в 2005). Режиссёр: Альгирдас Латенас.
- «Мария Стюарт» Ф. Шиллера, режиссёр — Йонас Вайткус

## Здание театра

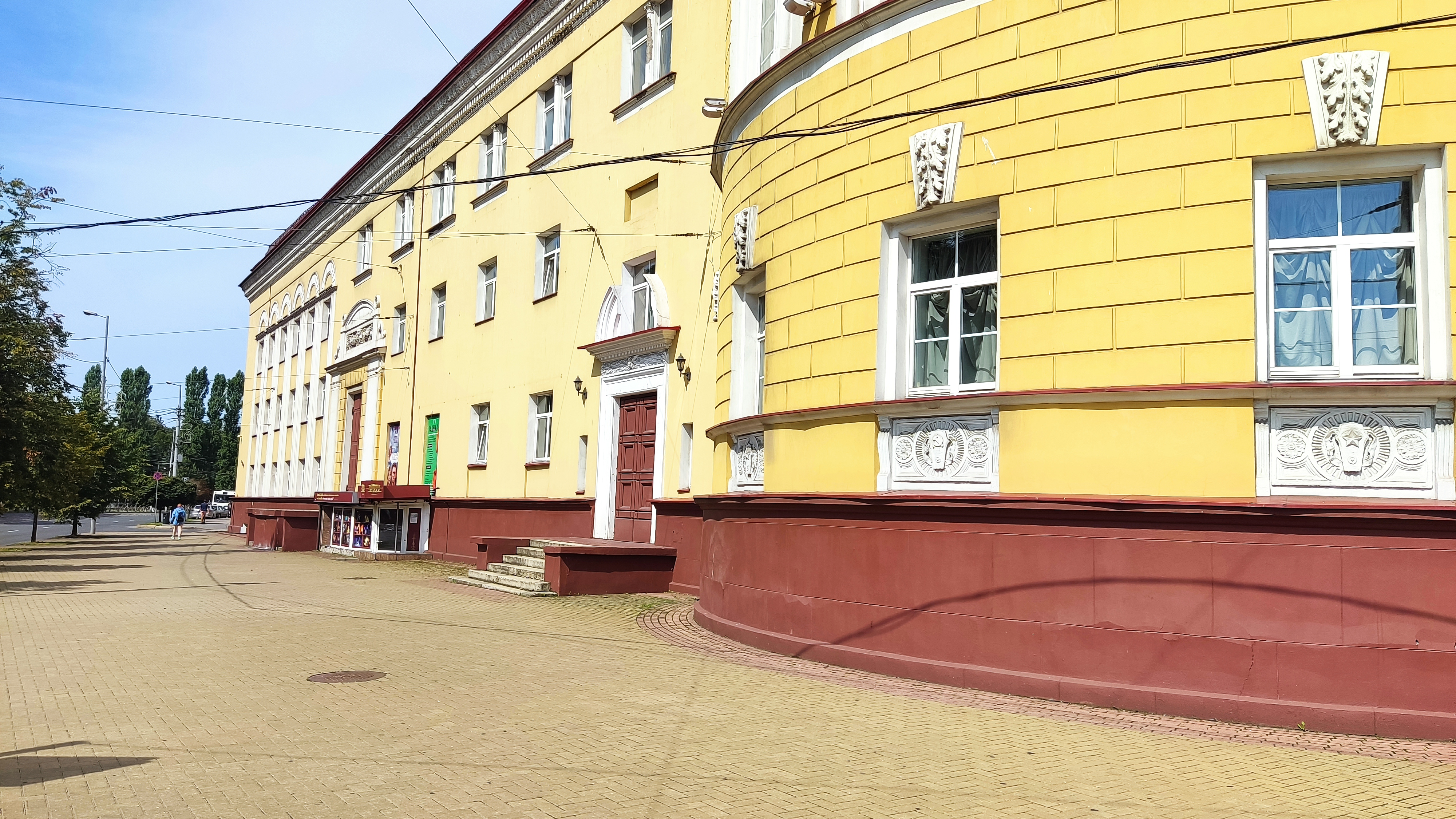
Здание театра в Калининграде

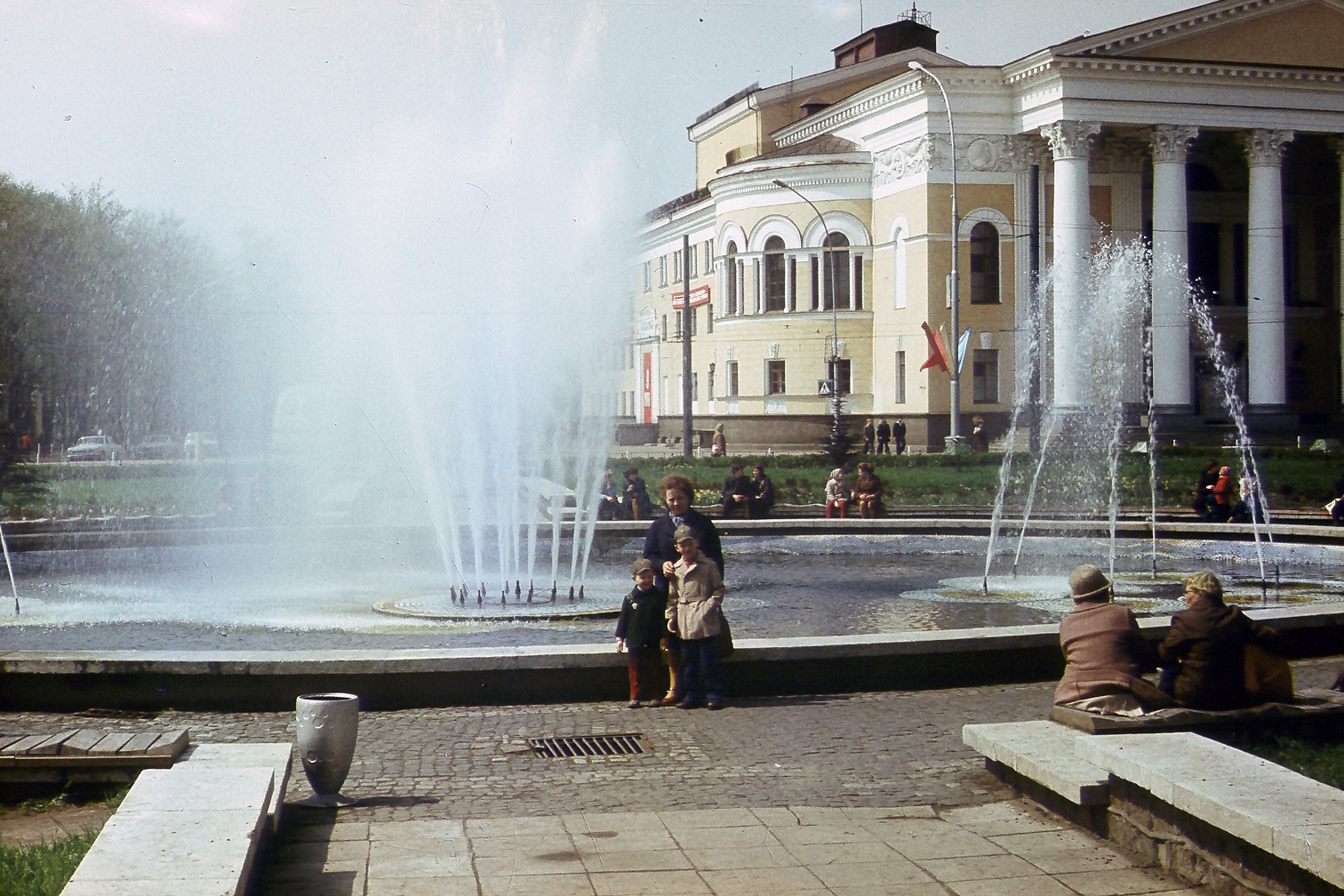
Фонтан у драмтеатра. Калининград 1978.

Первоначально театр располагался в здании немецкой постройки на Советском проспекте, 184 (ныне — Калининградский радиотелевизионный передающий центр), затем — в здании на ул. Бассейной, 42, которое впоследствии было передано Калининградской студии телевидения. В 1960 году театр получил новое здание (восстановленное после войны здание немецкого драматического театра), с большим залом на 931 место, реконструированное по проекту архитектора П. В. Кухтенкова на Сталинградском проспекте (ныне — проспект Мира). В театре также имеется малая сцена.

## Сегодняшний день театра
С мая 1997 года по 2008 год художественный руководитель театра — Народный артист России Н. В. Петеров. Среди спектаклей, поставленных в этот период, наибольший интерес зрителей вызвали: «Проснись и пой» М. Дьярфаша, спектакль — Лауреат областной профессиональной премии «Признание» — «Соловьиная ночь» В. Ежова, «Мария Стюарт» Ф. Шиллера, «Чайка» А. Чехова, « № 13» Р. Куни.
Художественным руководителем театра в 2008—2010 гг. стал Заслуженный деятель искусств РФ, лауреат премии «Золотая маска» (2006 г.) Е. Ж. Марчелли. Его постановки за этот период: «Дачники» А. Пешкова, «Двенадцатая ночь, или как пожелаете» У. Шекспира. В 2008 году в театр на должность директора театра приглашен народный артист России М. А. Салес, осуществивший постановку ряда спектаклей, с успехом идущих на сцене театра и сегодня: «Васса Железнова» М. Горького, «Лорд Фаунтлерой» (инсц. Н. Воронова), «Дорогая Памела» и «Странная миссис Сэвидж» Д. Патрика, «Деревья умирают стоя» А. Касона, «Cherchez la femme, или Ключ для двоих» Д. Чэпмена и Д. Фримена, «Без вины виноватые» А. Островского. Спектакль «Лорд Фаунтлерой» в 2010 году признан Лауреатом Национальной премии в области театрального искусства для детей «Арлекин» в четырёх номинациях. С октября 2010 года Художественный руководитель театра — Заслуженный работник культуры России М. А. Андреев (скончался 13 октября 2020 года в городской больнице скорой медицинской помощи на 62 году жизни от последствий коронавирусной инфекции).

### Современная труппа театра
- В. А. Александров, заслуженный артист России
- Альберт Альфонсович Арнтгольц, заслуженный артист Российской Федерации (1993)
- Н. А. Высоцкая, заслуженная артистка России
- Гайдар, Надежда Александровна, заслуженная артистка России (1997)[6]
- Захаров, Николай Алексеевич, заслуженный артист России (2005)[7]
- А. А. Лукин, заслуженный артист России
- В. П. Швечков, заслуженный артист России
- В. Я. Грузец, заслуженный артист Грузии
- Ю. К. Харламбов, заслуженный артист Таджикистана
- А. В. Егоров, заслуженный артист республики Марий Эл

- Д. Д. Горбунова
- А. П. Грызунов
- С. Ю. Захарова
- А. Е. Захаров
- Л. И. Зиновьева
- Н. Л. Ильина
- А. Ю. Лернер
- Г. Б. Лукина
- Г. В. Марьев
- С. В. Малиновская
- М. Р. Махинов
- П. П. Мутин
- Л. С. Орлова
- А. Н. Переберин
- Т. В. Рогачева
- Н. Ю. Салес
- Т. В. Соловьева
- Л. В. Титова
- Г. В. Филиппович
- В. В. Швечков
- М. С. Юнганс
- А. Н. Федоренко
- О. Яковенко

### Современный репертуар
- «Без вины виноватые» А. Н. Островского, реж — нар. арт РФ М. А. Салес
- «К нам едет ревизор», по комедии Н. В. Гоголя, реж. — нар. арт. РФ М. А. Салес
- «Ромео и Джульетта» У. Шекспира, реж. — нар. арт. РФ М. А. Салес
- «№ 13» Р. Куни (в 2013 г. сыгран сотый спектакль), реж. — нар. арт. РФ Н. В. Петеров
- «Укрощение строптивой» У. Шекспира, реж. — О. Куртанидзе
- «Деревья умирают стоя» А. Касона, реж. — нар. арт. РФ М. А. Салес
- «Ключ для двоих» Д. Чэпмэна и Д. Фримена, реж. — нар. арт. РФ М. А. Салес
- «Васса Железнова» М. Горького, реж. — нар. арт. РФ М. А. Салес
- «Моя профессия — синьор из общества», реж. — нар. арт. РФ М. А. Салес
- «Аленький цветочек» (в репертуаре с 1993 г), реж. — нар. арт. РФ М.Салес
- «Белоснежка и семь гномов» О.Табакова и Устинова, реж. — нар. арт. РФ М. А. Салес
- «Шикарная свадьба» Р. Хоудона, реж. — Д. Баканов
- «Лорд Фаунтлерой» Н. Воронова (по повести Ф. Э. Бернетт), реж. — нар. арт. РФ М. А. Салес
- «Куклы» В.Беляковича, реж — В. Виттих
- «Сирано де БЕРЖЕРАК» Э.Ростан, реж. — М. Соколов.
- «Панночка» Н.Садур (По мотивам повести Н. Гоголя «Вий»), реж. — В. Виттих
- «Мастер и Маргарита» М. Булгаков.[8]., реж. — В. Виттих
- «Метод Гронхольма» Ж.Гальсерана, реж. — А. Корионов
- «Валентинов день» Иван Вырыпаев, реж. — В. Виттих

## Адрес
- Почтовый адрес:  Россия, 236022, Калининградская область, г. Калининград, проспект Мира, дом № 4.